# Uetani Nobuhiro
Nobuhiro Uetani (sinh ngày 15 tháng 5 năm 1989) là một cầu thủ bóng đá người Nhật Bản.

## Sự nghiệp câu lạc bộ
Nobuhiro Uetani đã từng chơi cho Vissel Kobe.